# Raja Group of Industries
Raja Group of Industries (Pvt.) Ltd., oftmals  und als Eigenbezeichnung auch Raja Group of Companies, ist eine Unternehmensgruppe mit Sitz in der pakistanischen Stadt Karatschi, die folgende Tochtergesellschaften umfasst:
- Raja Motor Company Limited, Karatschi (Fahrzeugproduktion).
- Raja Engineering Company Limited, Karazschi (Blechteile für Fahrzeuge, Motorräder, Autorikschas).
- Rani Ghee Mills Limited, Jhelam, (Herstellung von Lebensmittelfetten).
- Kashmir Tyre & Rubber, Mirpur (Herstellung von Reifen und Rohren).
- Khawaja Autocars Limited, Karatschi (Herstellung von Vespa-Motorrollern).

## Geschichte
Das Unternehmen besteht seit 1948.

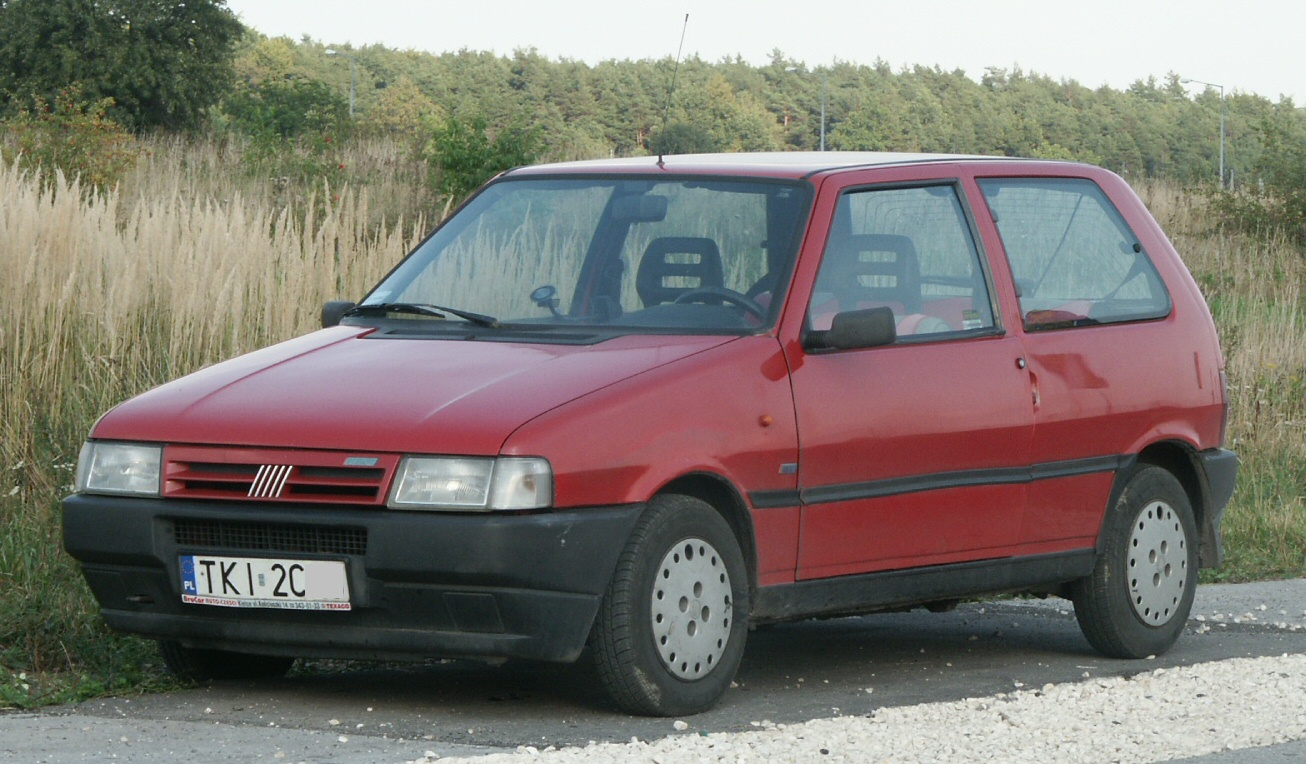
Der Fiat Uno wurde in Pakistan ab März 2001 in der Form von 1989 hergestellt.

Die Produktion von Motorrollern und Autorikschas begann, als Khawaja Autocars Limited 1968 oder 1969 einen Vertrag mit Piaggio schloss und gemeinsam ein Montagewerk in Karatschi errichtet wurde.
Im Jahr 1993 wurde Raja Motor Company Limited als Vertriebsunternehmen für Automobile gegründet. Eine andere Quelle nennt 1964 als Gründungsdatum. 1997 später wurde mit Fiat eine technische Vereinbarung geschlossen, die auf eine Produktion abzielte. Ein entsprechendes Werk wurde in Landhi (Karatschi) errichtet.
Die Fabrik wurde 2001 im Beisein des pakistanischen Präsidenten Rafiq Tarar eröffnet. Für das Jahr 2003 wird eine Produktion von 1200 Fahrzeugen angegeben, Die Fertigung endete im ersten Jahrzehnt des neuen Jahrtausends.

## Modell
Das einzige gebaute Pkw-Modell war der Fiat Uno. Er wurde mit einem 1,7-l-Dieselmotor angeboten. Andere Quellen nennen zudem einen 1,3-l-Benziner bzw. einen 1,9-l-Dieselmotor.